# La brillante carriera di un giovane vampiro
La brillante carriera di un giovane vampiro (My Best Friend Is a Vampire) è un film horror commedia statunitense del 1987 diretto da Jimmy Huston.

## Trama
Il giovane Jeremy che frequenta un college ad Houston, ha in Ralph un carissimo amico; sogna sempre grandi avventure con le ragazze, tra le quali Darla Blake, occhialuta ma graziosa; consegna nelle ore libere a domicilio dei clienti la merce di un droghiere. Egli capita una sera in una strana villa, dove gli si presenta una giovane lady in nero identica alla conturbante creatura che egli sogna ogni notte. L'avventura con la donna è però interrotta dalla irruzione di due tipi minacciosi e dalla scoperta che la giovane lady è una vampira. Jeremy, che è stato morso sul collo, si trova nei guai, non solo perché quei due tipi detestano e perseguitano i vampiri in base a precisi programmi, ma anche perché "per sopravvivere" è costretto a farsi dei drink di sangue di maiale e dei frullati di fegato. Inoltre alla prima uscita con Darla, il successo di un bacio è fatto fallire dalla inattesa comparsa di un aguzzo dente canino. Però Jeremy non è affatto pericoloso: glielo assicura Modoc - un elegante, bizzarro e giovanile protettore (vampiro anche lui da 250 anni) - che si impone al ragazzo come invisibile tutore, consigliandolo per il meglio e persuadendolo che i loro simili sono una minoranza a torto malvista e perseguitata. Tuttavia i due tipi minacciosi non desistono e se la prendono soprattutto con l'innocente Ralph. Da qui accaniti inseguimenti in automobile e salvataggio finale, operato in extremis nei confronti di Ralph da Jeremy in coppia con Darla, finalmente decisa, malgrado i denti canini e la insolita situazione, a riconoscere che Jeremy è un simpaticone.